# Ortacesus
Ortacesus (sardisk: Ortacèsus) er en by og en kommune (comune) i provinsen Sud Sardegna i regionen Sardinien i Italien. Byen ligger i 161 meters højde og har 950 indbyggere (2016). Kommunen har et areal på 23,63 km² og grænser til kommunerne Barrali, Guamaggiore, Guasila, Pimentel, Sant'Andrea Frius, Selegas og Senorbì.